# 魏少遊
魏 少遊（ぎ しょうゆう、生年不詳 - 771年）は、唐代の官僚。字は少遊。本貫は邢州鉅鹿県。

## 経歴
早くから官吏の才能で名を知られた。天宝末年、朔方水陸転運副使に累進した。至徳元載（756年）、粛宗が霊武に向かうと、杜鴻漸らが出迎えに行き、少遊は知留後として霊武の宮室の整備を任された。少遊は粛宗のために宮殿を建て、諸王や公主のために本院を設け、豊富な飲食の器具を取りそろえて悦に入っていた。粛宗が霊武に到着すると、その宮殿を見て喜ばず、「わたしはここにいたって大事を成そうと望んでいるのに、どうしてこのようなものを用いられようか」といって、宮殿を撤去させた。少遊は左司郎中に任じられた。
至徳2載（757年）、唐軍が長安と洛陽を奪回すると、少遊は鉅鹿県侯に封じられ、陝州刺史に転出した。唐軍が鄴で壊滅し、河洛の地方は震駭したが、少遊は陝州を守って平然としていた。京兆尹に抜擢された。李輔国につかなかったことから、衛尉寺卿に転じた。乾元2年（759年）10月、朝臣の馬を引き連れて軍を助けさせようとの議論が起こると、少遊は漢中郡王李瑀（寧王李憲の子）とともにその議論を妨げたことから、渠州長史に左遷された。のちに再び京兆尹となった。中央の高官や皇族や外戚を京兆府の判官や都周辺の県令や県丞・県主簿・県尉に任官しないよう請願して、聞き入れられた。刑部侍郎に転じた。
大暦2年（767年）4月、洪州刺史として出向し、御史大夫を兼ね、江南西道都団練観察等使をつとめた。大暦4年（769年）6月、趙国公に封じられた。賈明観はもともと万年県の捕盗の小官吏であったが、劉希暹に仕え、魚朝恩の勢力をたのみにして、残忍な凶行をほしいままにしていた。大暦5年（770年）に魚朝恩と劉希暹が殺害され、元載が権力を握ると、賈明観を庇護し、江西で力を尽くさせることにした。賈明観が城を出ないうちに、万を数える民衆が城外に集まり、みな煉瓦や石を懐にして、賈明観に投げつけようと待ち受けていた。元載はこのことを聞くと、官吏に命じて民衆を城内に入れたため、賈明観は逃げ延びることができた。賈明観は洪州にいること2年、少遊が観察使でいるあいだは、元載の意を受けて身を受け入れられていた。路嗣恭が少遊に代わって洪州に赴任してくると、賈明観はその日のうちに杖殺された。このため少遊は当時の識者から名を下げられた。大暦6年（771年）3月己未、在官のまま死去した。太子太師の位を追贈された。

## 伝記資料
- 『旧唐書』巻115 列伝第65
- 『新唐書』巻141 列伝第66